# Liste des fontaines du 14e arrondissement de Paris

Cet article recense les fontaines du 14e arrondissement de Paris, en France.

## Statistiques
Une seule fontaine est protégée au titre des monuments historiques : 

- la fontaine des Capucins[2].

## Liste
| Fontaine                                                                                      | Localisation                                                  | Coordonnées                                              | Auteur(s)                                                                                       | Date                  | Illus. |
| --------------------------------------------------------------------------------------------- | ------------------------------------------------------------- | -------------------------------------------------------- | ----------------------------------------------------------------------------------------------- | --------------------- | ------ |
| Fontaine Alésia-Ridder                                                                        | Square Alésia-Ridder 213 rue d'Alésia                         | 48° 49′ 55″ N, 2° 18′ 49″ E                              |                                                                                                 | 1972-1976             |        |
| Fontaine de l'Aspirant Dunand                                                                 | Rue Mouton-Duvernet Rue Brézin Square de l'Aspirant-Dunand    | 48° 49′ 55″ N, 2° 19′ 34″ E                              | Gilbert Privat (sculpteur)                                                                      | 1932                  |        |
| Fontaine Bardinet                                                                             | Square Bardinet-Jacquier Rue Bardinet                         | 48° 49′ 49″ N, 2° 19′ 00″ E                              |                                                                                                 | 1981                  |        |
| Fontaine des Capucins (au sous-sol de l'actuel Hôpital Cochin l'ancien noviciat des Capucins) | 111 boulevard de Port-Royal 7 rue du Faubourg-Saint-Jacques   | 48° 50′ 19″ N, 2° 20′ 25″ E                              | Charles-Axel Guillaumot (maître de l'œuvre) Louis-Étienne Héricart de Thury (maître de l'œuvre) | 1615 1810             |        |
| Fontaine Creuset du temps                                                                     | Place de Catalogne                                            | 48° 50′ 14″ N, 2° 19′ 06″ E                              | Shamaï Haber (sculpteur)                                                                        | 1988 détruite en 2022 |        |
| Fontaines Ferdinand Brunot                                                                    | 2 place Ferdinand-Brunot                                      | 48° 49′ 57″ N, 2° 19′ 36″ E                              | Bruno Courtade (architecte)                                                                     | 1988                  |        |
| Fontaine Jean Moulin                                                                          | Square Jean-Moulin Porte de Châtillon                         |                                                          |                                                                                                 | 1957                  |        |
| Fontaine du Printemps devant la mairie du 14e                                                 | Square Ferdinand Brunot                                       | 48° 49′ 57″ N, 2° 19′ 36″ E                              | Gilbert Privat (sculpteur)                                                                      | 1927                  |        |
| Fontaine du square du Cardinal-Wyszynski                                                      | Square du Cardinal-Wyszynski Rue Vercingétorix                | 48° 50′ 10″ N, 2° 18′ 58″ E Square du Cardinal-Wyszynski |                                                                                                 |                       |        |
| Fontaine du Vercingetorix                                                                     | Rue Vercingétorix Boulevard Brune Place de la Porte-de-Vanves | 48° 49′ 40″ N, 2° 18′ 20″ E                              |                                                                                                 | 1978                  |        |
| Fontaine Millénaire                                                                           | Place de la Garenne                                           | 48° 50′ 01″ N, 2° 19′ 13″ E                              | Radi Designers                                                                                  | 2000                  |        |
| Fontaine de l'avenue David Weill                                                              | Avenue David-Weill Boulevard Jourdan                          | 48° 49′ 16″ N, 2° 20′ 02″ E                              |                                                                                                 |                       |        |